# Das Baumhaus
Das Baumhaus (Originaltitel: The War) ist ein US-amerikanisches Filmdrama aus dem Jahre 1994 mit Elijah Wood und Kevin Costner in den Hauptrollen.

## Handlung
Das Jahr 1970 in Mississippi. Stephen Simmons kehrt als Veteran des Vietnamkrieges in seine Heimatstadt zurück, nachdem er aus einer psychiatrischen Klinik entlassen wurde, in die er sich selber eingewiesen hatte. Nach mehreren erfolglosen Jobs bekommt er eine Stelle als Hausmeister in der städtischen Schule, wird jedoch nach nur einer Woche aufgrund seines psychiatrischen Aufenthaltes entlassen. Da die Familie Geld braucht, nimmt er eine Stelle als Erntehelfer an. Dort freundet er sich mit dem schwarzen Henry Moe an, mit seiner Hilfe finden sie zusammen einen Job in einem Marmorbergwerk.
In der Zwischenzeit suchen Stephens Kinder Stu und Lidia Ablenkung aus dem tristen Alltag, indem sie ein Baumhaus bauen wollen. Sie streiten sich darum, ob es Stu und seine Freunde oder Lidia und ihre Freundinnen nutzen dürfen. Als Kompromiss beschließen sie, das Baumhaus zu teilen, dafür sollen alle mitarbeiten. Die Mädchen beschaffen sich die Einrichtung auf dem nahegelegenen Schrottplatz, der den Lipnickis gehört. Deren Söhne mobben und schlagen die Simmons-Kinder und deren Freunde. Sie wissen noch nichts vom Baumhaus und den gestohlenen Gegenständen. Da jedoch Billy Lipnicki, der Jüngste der Familie, sie gesehen hatte, bezahlen Lida und ihre Freunde Billy für sein Schweigen. Das Geheimnis fliegt jedoch auf und kurz darauf entbrennt einen regelrechter Krieg um das Baumhaus, bei dem die Lipnickis keine Gewalt scheuen, die Simmons aber eine andere Lösung suchen, da ihr Vater ihnen seine Philosophie von Gewaltlosigkeit mit auf den Weg gegeben hatte.
Währenddessen gibt es im Bergwerk einen Einsturz, bei dem Stephen Henry das Leben rettet, da er schon genug Freunde im Vietnamkrieg verloren hatte. Jedoch wird er dabei schwer verletzt und fällt ins Koma. Nur noch Maschinen halten ihn am Leben, während Henry mehr Glück hatte.
Die Simmons- und die Lipnicki-Kinder einigen sich auf eine Mutprobe, um den Besitz des Baumhauses zu regeln. Die Person, die als erste einen verlassenen Wasserturm durchschwimmt, während Wasser abgelassen wird, soll das Baumhaus bekommen. Stu gewinnt die Mutprobe, die Lipnickis halten sich aber nicht daran und terrorisieren Stu und sein Baumhaus weiter. Im Kampf wird das Baumhaus fast vollständig zerstört. Unterdessen stirbt Stephen und für Stu bricht eine Welt zusammen. Kurz darauf rettet er Billy Lipnicki das Leben. Daraufhin lassen die anderen Lipnickis die Simmons in Ruhe und Billy wird sogar ein sehr guter Freund.
Die Simmons-Kinder und ihre Freunde wollen das Baumhaus wieder aufbauen, doch ihr Interesse daran flaut nach ein paar Tagen ab und sie geben es auf. Zu ihrer Freude hatte ihr Vater vor seinem Tod ein neues Haus gekauft.

## Filmmusik
Neben dem Filmscore von Thomas Newman wurden für den Film viele bekannte Songs der 60er/70er Jahre verwendet:
- Who’ll Stop the Rain – Creedence Clearwater Revival
- Daydream – The Lovin’ Spoonful
- Polk Salad Annie – Tony Joe White
- Love Is like an Itching in My Heart – The Supremes
- Soul of Sadness – Mother Earth
- Think – Aretha Franklin
- Summertime – Janis Joplin
- Summertime Blues – Eddie Cochran
- Spirit in the Sky – Norman Greenbaum
- Follow – Richie Havens
- Peace Train – Cat Stevens
- Gimme Shelter – The Rolling Stones
- Up on Cripple Creek – The Band
- Someday We’ll Be Together – The Supremes
- Baby Love – The Supremes

## Kritiken
James Berardinelli schrieb auf movie-reviews.colossus.net, Das Baumhaus sei ein „strenger“ Antikriegsfilm mit einer antirassistischen Botschaft. Der Kritiker der Chicago Sun-Times, Roger Ebert, lobte am 4. November 1994 die Darsteller, vor allem LaToya Chisholm, Elijah Wood und Lexi Randall, kritisierte aber die große Anzahl der allgemeingültigen Aussagen im Film.

## Auszeichnungen
Elijah Wood wurde 1995 für den YoungStar Award nominiert. Lexi Randall und der Film wurden 1995 für den Young Artist Award nominiert. Der Film gewann 1994 den Political Film Society Award für Frieden.
Die Deutsche Film- und Medienbewertung FBW in Wiesbaden verlieh dem Film das Prädikat besonders wertvoll.